# Samoa na Mistrzostwach Świata w Lekkoatletyce 2017
Samoa na Mistrzostwach Świata w Lekkoatletyce 2017 – reprezentacja Samoa podczas Mistrzostw Świata w Londynie liczyła 2 zawodników, którzy nie zdobyli żadnego medalu.

## Skład reprezentacji
| Zawodnik      | Konkurencja        | Eliminacje | Eliminacje | Półfinał | Półfinał | Finał    | Finał   |
| Zawodnik      | Konkurencja        | Rezultat   | Pozycja    | Rezultat | Pozycja  | Rezultat | Pozycja |
| ------------- | ------------------ | ---------- | ---------- | -------- | -------- | -------- | ------- |
| Jeremy Dodson | Bieg na 100 metrów | 10,52      | 42.        | NQ       | NQ       | NQ       | NQ      |
| Jeremy Dodson | Bieg na 200 metrów | 20,81      | 35.        | NQ       | NQ       | NQ       | NQ      |

| Zawodnik  | Konkurencja  | Kwalifikacje | Kwalifikacje | Finał | Finał   |
| Zawodnik  | Konkurencja  | Wynik        | Pozycja      | Wynik | Pozycja |
| --------- | ------------ | ------------ | ------------ | ----- | ------- |
| Alex Rose | rzut dyskiem | 61,62        | 19.          | NQ    | NQ      |